# N'a Stragia
Albums de Gambi
La vie est belle
(2020)
N'a Stragia est le deuxième album studio du rappeur français Gambi, sorti le 9 juin 2023.

## Genèse
L'artiste a annoncé le 11 mai 2023  la sortie de cet album avec le single Guette en tant que premier extrait .

## Liste des pistes
| 1.  | Start N Go         | 2:07 |
| 2.  | 1234               | 2:20 |
| 3.  | J'en veux plus     | 2:24 |
| 4.  | Nuit éternelle     | 3:20 |
| 5.  | BBM                | 2:16 |
| 6.  | À l'adresse        | 2:31 |
| 7.  | Guette             | 2:19 |
| 8.  | Arrivederci        | 3:05 |
| 9.  | Sales idées        | 1:36 |
| 10. | C'est pas possible | 2:14 |
| 11. | J'ai niqué ma vie  | 2:29 |
| 12. | Vida               | 2:18 |
| 13. | Mañana             | 2:25 |
| 14. | Debiel             | 2:16 |
| 15. | PPP                | 2:29 |
| 16. | Un dos tres        | 2:44 |
| 17. | Petete             | 2:04 |
| 18. | Weekend            | 2:18 |
| 19. | À perte            | 2:56 |

## Clips vidéos
- Petete : 29 juillet 2022
- Guette : 11 mai 2023

## Titre certifié en France
- Petete  Diamant [2]

## Classements

### Classements hebdomadaires
| Classements (2023)           | Meilleure position |
| ---------------------------- | ------------------ |
| France (SNEP)                | 5                  |
| Belgique (Wallonie Ultratop) | 75                 |